# Tassadar
El Alto Templario Tassadar es un personaje Protoss del videojuego StarCraft. En la batalla conduce el Transporte Gantrithor. Tiene 356 años siendo uno de los Ejecutores Protoss de mayor nivel. También sale representado como una unidad Arconte Protoss cuando está fusionado con Zeratul, llamada la unidad "Tassadar/Zeratul". Esta unidad es jugable y está disponible en el Editor de Campañas de Starcraft.

## Historia en el juego
Es enviado a una misión expedicionaria por El Cónclave, que trata de frenar la expansión de los Zerg en los mundos Terran del Sector Koprulu. Al encontrar colonias, como Mar Sara, hechas un caos, con una gran parte de la superficie cubierta por biomateria Zerg y grandes cantidades de criaturas del voraz enjambre, las órdenes del Judicator Aldaris de El Cónclave son precisas: ordena a Tassadar incendiar todos los planetas que hayan sido infectados por los Zerg, y haya o no civilización Terran. Así lo hace Tassadar en dos ocasiones sin encontrar resistencia de la sorprendida Confederación Terran que ve cómo sus colonias son calcinadas; pero Tassadar, al recibir por tercera vez la orden de incinerar un planeta, desobedece a El Cónclave evitando un seguro enfrentamiento con los confederados que sólo terminaría con pérdida de más vidas Terran, y se lleva su flota fuera del alcance de la Confederación Terran.
Tiempo después, Tassadar se enfrentaría a los Hijos de Korhal en una plataforma espacial infectada donde la teniente Kerrigan le propicia una derrota. Durante la invasión Zerg en Aiur, Aldaris se llena de ira hacia Tassadar porque considera que le había dado la espalda a Aiur en "sus momentos más oscuros" así que manda una pequeña expedición para arrestar a Tassadar. Lo encuentra en una plataforma espacial junto a Jim Raynor, un Terran que posteriormente sería un gran aliado de los Protoss. Tassadar le dice a Aldaris que no pelea en Aiur porque busca a sus antiguos hermanos, los Templarios Tétricos y a su líder Zeratul, puesto que ellos son los únicos capaces de asesinar a los Cerebrados Zerg sin que éstos reencarnen. Aldaris, después de discutir, no lo arresta, por lo que Tassadar se infiltra con un comando Protoss en una base subterránea Terran infectada por los Zerg donde Zeratul y sus hermanos los Templarios Tétricos están cautivos. Después de muchos problemas logra liberarlos y regresar a Aiur con los nuevos aliados.
El Pretor Fénix, que siempre había apoyado los planes de Tassadar, se alía con él con sus templarios al saber que Aldaris se ha lanzado contra los recién llegados impulsado por su odio hacia los Templarios Tétricos y su fe ciega al Khala. A pesar del ataque Zerg a Aiur, las dos facciones Protoss se enfrentan en la batalla las fuerzas de Tassadar, Fénix y Zeratul van ganando a las de El Cónclave pero el mismo Tassadar se entrega a Aldaris con tal de evitar más derramamiento de sangre. Jim Raynor y sus compañeros Protoss escapan de la custodia y tras una batalla logran liberar a Tassadar de su celda de suspensión.
Después el grupo logra convencer a Aldaris de la necesidad de los Templarios Tétricos al eliminar éstos a varios cerebrados Zerg. Poco a poco la fuerza unida de los Protoss comienza a obtener importantes victorias hasta poner en jaque a la mismísima Supermente. En el asalto final, las tropas Protoss al mando de Tassadar y Zeratul junto a las Terran dirigidas por Raynor, logran penetrar las defensas del enjambre Zerg y matar a la Supermente pero ésta comienza a reencarnarse y entonces Tassadar comprende que ni siquiera la energía de los tétricos templarios puede matar a la bestia, y decide que la única forma de evitar su reencarnación es canalizar su propia energía psionica en el casco de su enorme nave de guerra, el Gantrithor, y colisionar contra la Supermente, siendo esta aparentemente suficiente para acabar con el omnipotente líder Zerg. De esta forma Tassadar se sacrifica por su gente.

En Starcraft 2 vuelve a salir en la mini campaña protoss recuerdos del pasado cuando Zeratul vuelve a Aiur a ver y estudiar lo que queda de la antigua Supermente en la misión (la que mató Tassadar estrellando su Gantrithor) después de cumplir los objetivos de dicha misión.

## Gantrithor
Bautizada por Tassadar con este nombre, Gantrithor es la máquina de guerra más poderosa que disponen los Protoss y será única y exclusivamente empleada para la misión final: destruir a la gran Supermente Zerg.
En las planicies de Aiur, Tassadar, a bordo del Gantrithor, localiza la posición de la Supermente. En medio de la holocáustica batalla, concentrará toda su energía mental y sus poderes psiónicos dentro del Gantrithor, y lo dirigirá a gran velocidad contra la Supermente. El impacto de Gantrithor contra la supermente genera visiblemente algún tipo de distorsión espaciotemporal que tritura y absorbe en un destello cegador los restos de la supermente y de la misma nave, desapareciendo ambas para siempre de la faz del universo. El remolino energético que podemos ver en la cinemática final nos lleva a teorizar que las esencias de Tassadar y la misma supermente podrían haber sido lanzadas lejos hacia algún lugar alejado del tiempo y el espacio, similar al vacío abisal de la saga Warcraft. Con Tassadar sacrificado y con la Supermente erradicada, los Zerg deambularán sin control por las estepas de Aiur sembrando el caos entre la población civil y destruyendo casi la totalidad de los Protoss.
- Datos: Q831741